# Ferdinando Meglio
Ferdinando Meglio, född den 27 juni 1959 i Neapel, Italien, är en italiensk fäktare som bland annat tog OS-brons i herrarnas lagtävling i sabel i samband med de olympiska fäktningstävlingarna 1988 i Seoul.